# Javier Salas
Javier Alván Salas Salazar, noto semplicemente come Javier Salas (Culiacán, 20 agosto 1993), è un calciatore messicano, centrocampista dello Juárez.

## Caratteristiche tecniche
È un mediano.

## Carriera
Cresciuto nel settore giovanile del Dorados, ha esordito in prima squadra il 28 gennaio 2012 disputando l'incontro di Liga de Ascenso perso 2-0 contro l'Leones Negros UdeG.

## Palmarès

### Club

#### Competizioni nazionali
- Coppa del Messico: 1

Cruz Azul: Apertura 2018
- Supercopa MX: 1

Cruz Azul: 2019